# Hurritische mythologie
De Hurritische mythologie is de verzameling mythen van de Hurrieten. Hun mythologie is beïnvloed door de Mesopotamische mythologie, maar bevat tevens Indo-Europese elementen van autochtone origine. De Hurrieten hadden nauw contact met de Hettieten. Het Hettitische Rijk strekte zich op zijn hoogtepunt uit van centraal Anatolië tot het noordwesten van Syrië en opper-Mesopotamië.
De Hettieten namen een groot aantal goden over van buurvolkeren, zoals de goden uit Mesopotamië en ook die van de Hurrieten. De Hittieten namen op hun veroveringstochten bovendien veel goden van vijandelijke volken over, omdat dit de interne cohesie binnen het rijk versterkte (cf. Imperium Romanum)

## Herkomst en ontstaan
Volgens archeoloog O.R. Gurney (1952 The Hittites) was het oorspronkelijk land van herkomst van de Hurrieten Noord-Iran, vanwaar zij zich vanaf 2300 v.Chr. geleidelijk naar het zuiden en het westen verspreidden. Deze en andere auteurs gaan ervan uit dat de Hurrieten zelf geen Indo-Europeanen waren, maar wel door een Arische koningskaste werden geleid. De koningen van Mitanni droegen Indo-Europese namen en vereerden de oude Indiase goden Mithra, Varuna en Indra. Waarschijnlijk was de legende van Indra bekend, aangezien hij in de Hurritische tabletten wordt vernoemd.
De Hurritische cultuur had veel invloed op de religie van de Hettieten. Vanuit het Hurritische religieuze centrum in Kummanni in Kizzuwatna verspreidde de Hurritische godsdienst zich onder de Hettitische bevolking. Door syncretisme vermengden de Oud-Hettitische en Hurritische religies zich met elkaar. De Hurritische religie verspreidde zich naar Syrië, waar Baäl de tegenhanger werd van Teshub. Het latere koninkrijk van Urartu vereerde ook goden van Hurritische origine. De Hurritische religie besloeg in verschillende vormen het hele oude nabije oosten, behalve Egypte en het zuiden van Mesopotamië.

## Goden
Belangrijkste goden in het Hurritische pantheon waren:
- Teshub, Teshup; de machtige weergod (later bij gekomen).
- Hepat, Hepa; zijn vrouw, de moedergodin, door de Hettieten beschouwd als gelijk aan de zonnegodin Arinna.
- Sharruma, of Sarruma, Šarruma; hun zoon.
- Kumarbi; de oervader van alle goden, met Urkish als hoofdvestiging.
- Shaushka, of Shawushka, Šauska; was de Hurritische tegenhanger van de Assyrische Ishtar, en een godin van de geneeskunst.
- Shimegi, Šimegi; de zonnegod.
- Kushuh, Kušuh; de maangod. Symbolen van de zon en de halve maan verschijnen naast elkaar in de Hurritische iconografie.
- Nergal; een Babylonische god van de onderwereld, de Hurritische naam is onbekend. De Akkadische naam van deze godheid was Ereshkigal.

De namen van de Indo-Arische goden uit de Vedische religie zijn in teksten en namen van personen overgeleverd, maar het is niet bekend of er een algemene eredienst of tempels in steen voor hen waren.

## Oerwezens
Hurritische rolzegels beelden vaak mythologische schepsels af zoals gevleugelde mensen of dieren, draken en andere monsters. De interpretatie van deze afbeeldingen van goden en demonen is onzeker. Misschien waren het zowel beschermende (apotrope) als boosaardige wezens. Een deel ervan doet denken aan de Assyrische shedu.

## Cultus
De Hurritische goden hadden waarschijnlijk geen eigen tempels zoals in de Mesopotamische en Egyptische godsdiensten. Belangrijke centra voor de eredienst waren Kummanni in Kizzuwatna en het Hettitische Yazılıkaya. Harran was in elk geval later een religieus centrum voor de maangod en Shauskha had een belangrijke tempel in Ninive toen die stad door de Hurrieten bestuurd werd. Er is een tempel voor Nergal gebouwd in Urkesh aan het eind van het derde millennium v.Chr. De stad Kahat was een religieus centrum in het koninkrijk Mitanni.

## Mythen
De Hurritische mythe "De liederen van Ullikumni" die bij de Hettieten bewaard is gebleven, is een parallel van de Theogonia van Hesiodus: de castratie van Uranus door Chronos kan afgeleid zijn van de castratie van Anu door Kumarbi, terwijl de onderwerping van Chronos door Zeus en het uitbraken van de door Chronos verslonden goden op de Hurritische mythe van Teshub en Kumarbi lijkt. Er is voorgesteld dat dat de cultus van Attis ontleend is aan de Hurritische mythologie.. De Frygische godin Cybele zou dan de pendant zijn van de Hurritische godin Hebat.